# Urani(IV) bromide
Urani(IV) bromide là một hợp chất hóa học vô cơ của urani ở trạng thái oxy hóa +4 có công thức UBr4.

## Điều chế
Urani(IV) bromide có thể được sản xuất bằng cách cho urani và brom tác dụng với nhau:
U + 2Br2 → UBr4
Octahydrat UBr4·8H2O được tạo ra từ phản ứng của urani(IV) hydroxide và axit bromhydric, rồi kết tinh bằng axit sunfuric.
U(OH)4 + 4HBr  + 4H2O → UBr4·8H2O

## Hợp chất khác
UBr4 còn tạo một số hợp chất với NH3, như UBr4·18NH3 là tinh thể màu ruby đỏ hay UBr4·19NH3 là tinh thể màu vàng nhạt.